# Кемирзань
Кемирзань, Кемирзані (рум. Cămârzani) — село у повіті Сучава в Румунії. Входить до складу комуни Ваду-Молдовей.
Село розташоване на відстані 328 км на північ від Бухареста, 31 км на південь від Сучави, 94 км на захід від Ясс.

## Населення
За даними перепису населення 2002 року у селі проживали 247 осіб, усі — румуни. Усі жителі села рідною мовою назвали румунську.